# Savoia-Marchetti S.55
Die Savoia-Marchetti S.55 war ein italienisches Doppelrumpf-Flugboot von 1924.

## Geschichte
Die S.55 war als Torpedobomber, Minenleger und Passagierflugzeug der italienischen Regia Aeronautica konzipiert.
Die S.55 verlor in ihrer Einsatzzeit zunehmend an militärischer Bedeutung, sicherte sich aber dafür als zuverlässiges Langstreckenflugzeug mit zahlreichen bedeutenden Reisen einen Platz in der Luftfahrtgeschichte.

## Konstruktion
Die S.55 war als Ganzmetallflugzeug mit einer Tragfläche, zwei Rümpfen, die gleichzeitig als Schwimmer dienten und einem einfachen Höhenleitwerk mit drei Seitenleitwerken ausgeführt. Das Leitwerk war über 2 Rohrausleger mit der Tragfläche und dem jeweiligen Rumpfende verbunden. Zur Stabilisierung waren der Leitwerkausleger und die Seitenleitwerke mit Drähten verspannt.

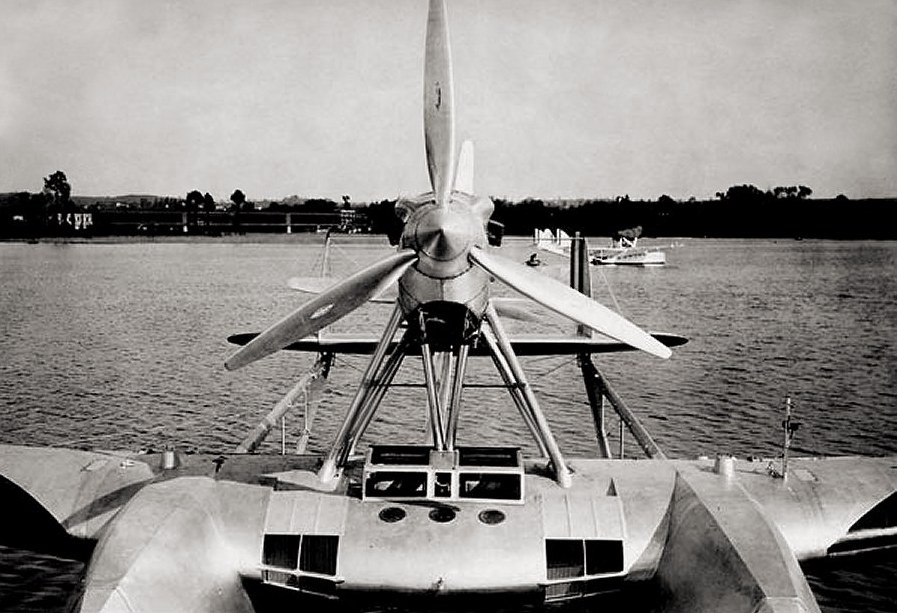
Prototyp mit Motoren Fiat A.12

Die zwei baugleichen Motoren waren in einer Triebwerksgondel über der Tragflächenmitte in Tandem-Anordnung mit einem Zug- und einem Druckpropeller eingebaut. Im Prototyp waren zwei  Motoren Fiat A.12 mit jeweils 300 PS in einer stromlinienförmigen Triebwerksgondel eingebaut, 1925 wurden Lorraine-Dietrich-Motoren (Lorraine-Dietrich 12 D) mit 400 PS eingesetzt, später auch leistungsstarke Motoren vom Typ Isotta Fraschini Asso 750 – teilweise völlig unverkleidet.
Das Cockpit für Pilot und Kopilot war in der Tragfläche unter der Triebwerksgondel angeordnet.
Die Passagiere saßen in den beiden Schwimmern.

## Nutzung

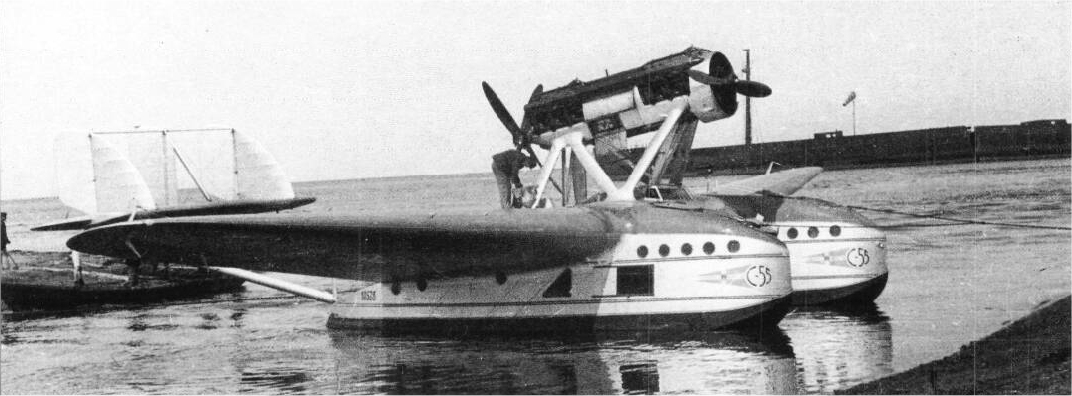
Savoia-Marchetti S.55 der Aeroflot

Gleich nach der Indienststellung 1924 brach es 14 Geschwindigkeits-, Reichweiten- und Höhenrekorde. Es war das erste Flugzeug, das den Südatlantik überquerte. 4 Monate vor Charles Lindbergh im Februar 1927 flog das Flugboot mit dem Namen Santa Maria unter Francesco de Pinedo von Dakar in Senegal nach Pernambuco in Brasilien.
Der italienische Luftmarschall Italo Balbo organisierte 1933 einen Atlantiküberflug von 24 S.55 nach Chicago, um diese dort auf einer großen Technikmesse auszustellen.

## Technische Daten
| Kenngröße             | Daten S.55X                                                     |
| --------------------- | --------------------------------------------------------------- |
| Besatzung             | 5–6                                                             |
| Länge                 | 16,75 m                                                         |
| Spannweite            | 24,00 m                                                         |
| Höhe                  | 5,00 m                                                          |
| Flügelfläche          | 93,0 m²                                                         |
| Flügelstreckung       | 6,2                                                             |
| Leermasse             | 5750 kg                                                         |
| max. Startmasse       | 8260 kg                                                         |
| Reisegeschwindigkeit  | 233 km/h                                                        |
| Höchstgeschwindigkeit | 279 km/h                                                        |
| Dienstgipfelhöhe      | 5000 m                                                          |
| Reichweite            | 4500 km                                                         |
| Triebwerke            | 2 × Isotta Fraschini Asso 750V mit je 656 kW (892 PS)           |
| Bewaffnung            | 4 × 7,7-mm-Maschinengewehre 1 × Torpedo oder 2000 kg Bombenlast |